# Salzburg Ducks
I Salzburg Ducks sono una squadra di football americano di Salisburgo, in Austria, fondata nel 2013 in seguito a una scissione dai Salzburg Bulls; le due squadre si sono riunificate nel 2021, partecipando al campionato 2021 come Salzburg Football Team, mentre successivamente assumeranno il nome Ducks.
La formazione maschile gioca in AFL, mentre quella femminile gioca la AFL Division Ladies.

## Dettaglio stagioni

### Amichevoli
| Stagione | Vin | Par | Per | Tot | PF | PS | avversaria          |
| -------- | --- | --- | --- | --- | -- | -- | ------------------- |
| 2019     | 0   | 0   | 1   | 1   | 14 | 38 | Reykjavík Einherjar |
| Totale   | 0   | 0   | 1   | 1   | 14 | 38 |                     |

### Tornei nazionali

#### Campionato

##### AFL
| Stagione | regular season | regular season | regular season | regular season | regular season | regular season | playoff | playoff | playoff | playoff | playoff | playoff   | playoff    |
|          | Vin            | Par            | Per            | Tot            | PF             | PS             | Vin     | Per     | Tot     | PF      | PS      | risultato | avversaria |
| -------- | -------------- | -------------- | -------------- | -------------- | -------------- | -------------- | ------- | ------- | ------- | ------- | ------- | --------- | ---------- |
| 2022     | 4              | 0              | 6              | 10             | 219            | 232            | -       | -       | -       | -       | -       | -         | -          |
| 2023     | 6              | 0              | 4              | 10             | 348            | 282            | -       | -       | -       | -       | -       | -         | -          |
| 2024     | 4              | 0              | 6              | 10             | 227            | 250            | -       | -       | -       | -       | -       | -         | -          |
| Totale   | 14             | 0              | 16             | 30             | 794            | 764            | -       | -       | -       | -       | -       |           |            |

Fonti: Enciclopedia del Football - A cura di Massimo Mezzetti

##### AFL Division Ladies
| Stagione | regular season | regular season | regular season | regular season | regular season | regular season | playoff | playoff | playoff | playoff | playoff | playoff      | playoff                                    |
|          | Vin            | Par            | Per            | Tot            | PF             | PS             | Vin     | Per     | Tot     | PF      | PS      | risultato    | avversaria                                 |
| -------- | -------------- | -------------- | -------------- | -------------- | -------------- | -------------- | ------- | ------- | ------- | ------- | ------- | ------------ | ------------------------------------------ |
| 2018     | 1              | 0              | 4              | 5              | 32             | 108            | -       | -       | -       | -       | -       | -            | -                                          |
| 2019     | 1              | 0              | 4              | 5              | 32             | 138            | -       | -       | -       | -       | -       | -            | -                                          |
| 2020     | 0              | 0              | 4              | 4              | 28             | 84             | -       | -       | -       | -       | -       | Quarto posto | -                                          |
| 2021     | 2              | 0              | 2              | 4              | 88             | 72             | 0       | 1       | 1       | 21      | 34      | Ladies Bowl  | Vienna Vikings Ladies                      |
| 2022     | 1              | 0              | 3              | 4              | 76             | 150            | -       | -       | -       | -       | -       | -            | -                                          |
| 2023     | 1              | 0              | 5              | 6              | 115            | 241            | -       | -       | -       | -       | -       | -            | -                                          |
| 2024     | 2              | 0              | 2              | 4              | 129            | 161            | 0       | 1       | 1       | 54      | 72      | Ladies Bowl  | Tirol Raiders Ladies/Schwaz Hammers Ladies |
| Totale   | 8              | 0              | 24             | 32             | 500            | 954            | 0       | 2       | 2       | 75      | 106     |              |                                            |

Fonti: Enciclopedia del Football - A cura di Massimo Mezzetti

##### AFL - Division I
| Stagione | regular season | regular season | regular season | regular season | regular season | regular season | playoff | playoff | playoff | playoff | playoff | playoff   | playoff          |
|          | Vin            | Par            | Per            | Tot            | PF             | PS             | Vin     | Per     | Tot     | PF      | PS      | risultato | avversaria       |
| -------- | -------------- | -------------- | -------------- | -------------- | -------------- | -------------- | ------- | ------- | ------- | ------- | ------- | --------- | ---------------- |
| 2021     | 6              | 0              | 0              | 6              | 260            | 76             | 2       | 0       | 2       | 74      | 42      | Campioni  | Vienna Vikings 2 |
| Totale   | 6              | 0              | 0              | 6              | 260            | 76             | 2       | 0       | 2       | 74      | 42      |           |                  |

Fonti: Enciclopedia del Football - A cura di Massimo Mezzetti

##### AFL - Division II
| Stagione | regular season | regular season | regular season | regular season | regular season | regular season | playoff | playoff | playoff | playoff | playoff | playoff   | playoff        |
|          | Vin            | Par            | Per            | Tot            | PF             | PS             | Vin     | Per     | Tot     | PF      | PS      | risultato | avversaria     |
| -------- | -------------- | -------------- | -------------- | -------------- | -------------- | -------------- | ------- | ------- | ------- | ------- | ------- | --------- | -------------- |
| 2017     | 1              | 0              | 5              | 6              | 96             | 219            | -       | -       | -       | -       | -       | -         | -              |
| 2018     | 3              | 0              | 5              | 8              | 224            | 229            | -       | -       | -       | -       | -       | -         | -              |
| 2019     | 8              | 0              | 0              | 8              | 314            | 136            | 1       | 1       | 2       | 47      | 40      | Iron Bowl | Znojmo Knights |
| Totale   | 12             | 0              | 10             | 22             | 634            | 584            | 1       | 1       | 2       | 47      | 40      |           |                |

Fonti: Enciclopedia del Football - A cura di Massimo Mezzetti

##### AFL - Division III
| Stagione | regular season | regular season | regular season | regular season | regular season | regular season | playoff | playoff | playoff | playoff | playoff | playoff    | playoff          |
|          | Vin            | Par            | Per            | Tot            | PF             | PS             | Vin     | Per     | Tot     | PF      | PS      | risultato  | avversaria       |
| -------- | -------------- | -------------- | -------------- | -------------- | -------------- | -------------- | ------- | ------- | ------- | ------- | ------- | ---------- | ---------------- |
| 2016     | 6              | 0              | 0              | 6              | 215            | 24             | 0       | 1       | 1       | 14      | 17      | Semifinale | Vienna Knights 2 |
| Totale   | 6              | 0              | 0              | 6              | 215            | 24             | 0       | 1       | 1       | 14      | 17      |            |                  |

Fonti: Enciclopedia del Football - A cura di Massimo Mezzetti

##### AFL - Division IV
| Stagione | regular season | regular season | regular season | regular season | regular season | regular season | playoff | playoff | playoff | playoff | playoff | playoff      | playoff          |
|          | Vin            | Par            | Per            | Tot            | PF             | PS             | Vin     | Per     | Tot     | PF      | PS      | risultato    | avversaria       |
| -------- | -------------- | -------------- | -------------- | -------------- | -------------- | -------------- | ------- | ------- | ------- | ------- | ------- | ------------ | ---------------- |
| 2015     | 6              | 0              | 0              | 6              | 302            | 17             | 1       | 1       | 2       | 55      | 38      | Mission Bowl | Vienna Knights 2 |
| 2016     | 2              | 0              | 4              | 6              | 88             | 149            | -       | -       | -       | -       | -       | -            | -                |
| 2017     | 1              | 0              | 5              | 6              | 155            | 193            | -       | -       | -       | -       | -       | -            | -                |
| 2018     | 0              | 0              | 6              | 6              | 12             | 224            | -       | -       | -       | -       | -       | -            | -                |
| Totale   | 9              | 0              | 15             | 24             | 557            | 583            | 1       | 1       | 2       | 55      | 38      |              |                  |

Fonti: Enciclopedia del Football - A cura di Massimo Mezzetti

### Riepilogo fasi finali disputate
| Anno             | Luogo           | Evento                | Fase del torneo | Incontro                                                           | Risultato |
| 5 luglio 2015    |                 | AFL - Division IV     | Mission Bowl    | Salzburg Ducks - Vienna Knights 2                                  | 0 - 28    |
| 16 luglio 2016   |                 | AFL - Division III    | Semifinale      | Salzburg Ducks - Vienna Knights 2                                  | 14 - 17   |
| 14 luglio 2019   |                 | AFL - Division II     | Iron Bowl       | Salzburg Ducks - Znojmo Knights                                    | 26 - 27   |
| 31 luglio 2021   |                 | AFL - Division I      | Silver Bowl     | Vienna Vikings 2 - Salzburg Football Team                          | 36 - 42   |
| 14 novembre 2021 | Vienna          | AFL - Division Ladies | Ladies Bowl     | Vienna Vikings Ladies - Salzburg Ducks Ladies                      | 34 - 21   |
| 28 luglio 2024   | Wiener Neustadt | AFL - Division Ladies | Ladies Bowl     | Tirol Raiders Ladies/Schwaz Hammers Ladies - Salzburg Ducks Ladies | 72 - 54   |

## Palmarès
- 1 Silver Bowl (2021[5])